# Жанаталап (Бухар-Жирауський район)
Жанатала́п (каз. Жаңаталап) — село у складі Бухар-Жирауського району Карагандинської області Казахстану. Адміністративний центр та єдиний населений пункт Молодецької сільської адміністрації.
Населення — 920 осіб (2021; 1140 у 2009, 1184 у 1999, 1086 у 1989).
Національний склад станом на 1989 рік:
- казахи — 38 %;
- росіяни — 31 %.

До 2015 року село називалось Молодецьке.